# Karin Fritz (Politikerin)
Karin Fritz (* 29. April 1957 in Zams) ist eine österreichische AHS-Lehrerin und Politikerin (Die Grünen). Fritz war von 2004 bis 2009 Abgeordnete beim Vorarlberger Landtag. Sie lebt in Bludenz, ist ledig und Mutter einer Tochter (* 1989).

## Ausbildung und Beruf
Fritz besuchte die Volksschule in Vandans und das Gymnasium in Bludenz. Nach der Matura studierte sie Geschichte und Französisch im Lehramt an der Universität Innsbruck und war danach von 1981 bis 2005 als Lehrerin am Gymnasium Bludenz tätig. Ab dem Schuljahr 2008/2009 nahm sie am Bludenzer Gymnasium zunächst wieder eine Lehrverpflichtung über fünf Wochenstunden wahr. Seit ihrem Ausscheiden aus der Landespolitik unterrichtet Karin Fritz als Lehrerin für Französisch und Geschichte am Bundesgymnasium Bludenz.

## Politischer Werdegang
Fritz war von 1997 bis 2000 Stadtvertreterin der Offenen Liste Bludenz und Obfrau des Prüfungsausschusses in Bludenz. Sie wurde 2000 zur Stadträtin für Jugend gewählt und übernahm ab 2001 auch das Ressort Umwelt. Zudem war sie Vorstandsmitglied bei Jugend am Werk. Nachdem SPÖ und ÖVP nach den Gemeindewahlen 2005 die Anzahl der Stadträte senkte, verlor Fritz ihr Amt als Stadträtin und war danach wieder als Mitglied der Stadtvertretung aktiv. Nach der Gemeindevertretungswahl 2015 einigte sich die Offene Liste Bludenz mit der ÖVP im Jahr 2016 auf eine Koalition im Bludenzer Stadtrat. Karin Fritz wurde dadurch erneut Stadträtin und bekam die Ressortzuständigkeit für Kleinkinderbetreuung, Kindergärten und Bildung zugewiesen. 
Im November 2018 zog sich Karin Fritz aus der Bludenzer Stadtpolitik endgültig zurück, um sich besser auf ihre Lehrverpflichtung am BG Bludenz konzentrieren zu können.
Sie vertrat die Grünen zudem seit dem 5. Oktober 2004 im Vorarlberger Landtag und war als Abgeordnete Sprecherin der grünen Fraktion für Abfallwirtschaft, Abwasser, Integration, Kultur, Bildung und Jugend. Bei der Landtagswahl 2009 trat Fritz auf Platz 4 der Landesliste der Grünen sowie auf Platz 3 im Wahlbezirk Bludenz an. 
Nachdem Vahide Aydın jedoch eine überraschend hohe Anzahl an Vorzugsstimmen erreicht hatte, wurde diese vorgereiht. Fritz verlor dadurch ihr Landtagsmandat und kündigte an, sich künftig wieder voll ihrer Arbeit als AHS-Lehrerin widmen zu wollen.